# Bawan
Bawan is een bestuurslaag in het regentschap Subulussalam van de provincie Atjeh, Indonesië. Bawan telt 154 inwoners (volkstelling 2010).